# Macrochète
Le macrochète est une soie (poil dur) chez les insectes comme les diploures, strepsiptères... La disposition, les noms et le nombre des soies forme la chétotaxie, et chez les diptères, ils ont une certaine importance pour les zoologues puisqu'ils permettent, dans une certaine mesure, d’identifier les taxons.

## Étymologie
Ce terme dérive du grec macros, « grand », et chaetos, « soie ».

## Diptères

### Chétotaxie de la tête du mâle
|  | Chétotaxie de la tête du mâle de Sarcophaga sp. (selon Lehrer) a : macrochètes verticaux internes b : macrochètes postocellaires c : macrochètes postverticaux d : macrochètes préverticaux e : macrochètes verticaux internes f : cils postoculaires g: macrochètes intrafrontaux h : macrochètes ocellaires j: macrochètes frontaux k : macrochètes parafaciaux l : petites vibrisses m : grandes vibrisses n : macrochètes péristomaux.                                                               |
|  | Chétotaxie de la tête de la femelle de Sarcophaga sp., vue de face (selon Lehrer) a : macrochètes verticaux internes b : macrochètes postocellaires c : macrochètes postverticaux d : macrochètes préverticaux e : macrochètes verticaux internes f : cils postoculaires g : macrochètes intrafrontaux h : macrochètes ocellaires i : macrochètes orbitaux ou parafrontaux j : macrochètes frontaux k : macrochètes parafaciaux l : petites vibrisses m : grandes vibrisses n : macrochètes péristomaux. |

### Chétotaxie du thorax
|  | Chétotaxie de la partie dorsale du thorax. A : prescutum B : scutum ou postscutum C : scutellum a : macrochète huméraux b : macrochète présutural c : macrochète notopleural d : macrochètes supraalaires e : macrochète postalaires f : macrochète basal f1 : macrochète prébasal f2 : macrochète latéral g : macrochète discal h : macrochète apical i : macrochète subapical j : macrochètes posthumeraux k : macrochètes dorsocentraux l : macrochètes intraalaires m : macrochètes acrosticaux n : macrochètes scutellaires. |
|  | Chétotaxie de la partie latérale du thorax a : macrochètes huméraux b : macrochètes notopleuraux c : macrochètes mesopleuraux d : macrochète poststigmatical e : macrochète propleural f : macrochètes sternopleuraux g : macrochètes infrasternopleuraux h : macrochètes posthumeraux i : macrochète présutural j : macrochètes intraalaires k : macrochètes postalairs l : macrochètes scutellaires m : macrochètes supraalaires n : macrochètes hypopleuraux.                                                                  |